# لارس بيتر هاغن
لارس بيتر هاغن (بالنرويجية البوكمول: Lars Petter Hagen)‏ هو ملحن نرويجي، ولد في 2 أغسطس 1975.

## وصلات خارجية
- لارس بيتر هاغن على موقع ميوزك برينز (الإنجليزية)
- لارس بيتر هاغن على موقع ميوزك برينز (الإنجليزية)
- لارس بيتر هاغن على موقع قاعدة بيانات برودواي على الإنترنت (الإنجليزية)
- لارس بيتر هاغن على موقع ديسكوغز (الإنجليزية)